# Venus de Valdivia
Las Venus de Valdivia, también llamadas figurillas, figurinas o figurines Valdivia, son una serie de esculturas humanas de pequeño tamaño y de origen arqueológico, la mayoría son representaciones de mujeres. Fueron fabricadas por la cultura Valdivia, la cual habitó la Costa ecuatoriana durante el período formativo temprano (3800-1500 a. C.). La gran mayoría de figurillas fueron talladas en piedra o cerámica, sin embargo, se conoce de algunos escasos ejemplares que fueron tallados en hueso.
Las figurillas Valdivias fueron objetos producidos en masa, ya que se han encontrado miles de ejemplares en toda clase de contextos arqueológico. Algunas han sido halladas en tumbas y otras dentro de los restos de casas de la cultura Valdivia, sin embargo, el lugar más común donde estas aparecen son los basurales Valdivia. Dada la cantidad de figurillas que existen, no sorprende el hecho de que los científicos hallan logrado reconocer varios estilos diferentes de Venus de Valdivia.

## Etimología
La palabra "Venus" hace referencia a las mitología romana, donde Venus era la diosa del amor, la fertilidad y la belleza. Las figurillas prehistóricas de mujeres son conocidas en Europa como Venus paleolíticas, ya que los arqueólogos europeos crían que estas representaban una diosa de la fertilidad. Inicialmente, arqueólogos ecuatorianos como Emilio Estrada pensaban que las figurillas de Valdivia tenían un significado similar ya que la gran mayoría de ellas eran estatuillas de mujeres, y es por este motivo que se las empezó a llamar Venus de Valdivia.
Sin embargo, este nombre ha recibido críticas por arqueólogos modernos, argumentando que este nombre implícitamente indica que estas figurillas habrían estado relacionadas con la belleza femenina, lo cual no necesariamente es verdad. Adicionalmente, no todas las figurillas son femeninas, pues también las hay masculinas, asexuadas e intersexuales.

## Estilos y cronología

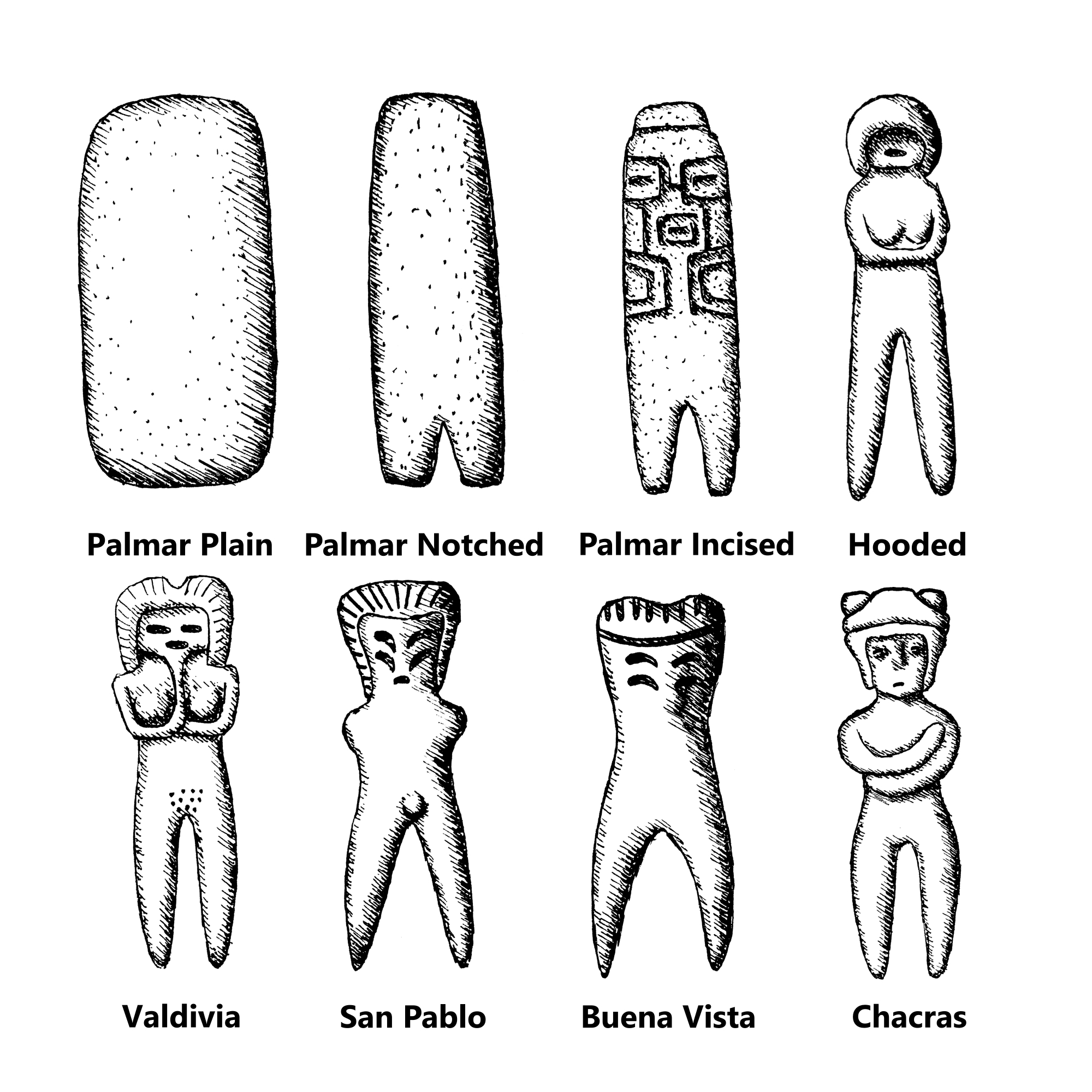
Este dibujo representa los estilos principales de figurillas. Los ejemplares dibujados son casos ideales, en lugar de ejemplares reales.

Las figurillas más antiguas eran de diseños simples y estaban hechas de piedra, y se conocen 3 tipos de estas.
1. Estilo Palmar Plano: Estas son las figurillas más simples de todas, se tratan de lajas de piedra alzadas y no contienen ninguna clase de talla que se asemeje a extremidades o rasgos faciales.[6]
2. Estilo Palmar Acanalado: Estas son muy similares a las figurillas palmar plano, con la única diferencia que contienen una muesca o acanaladura en un extremo que dibuja la forma de unos pies.[6]
3. Estilo Palmar Inciso: La silueta de estas figurillas suele ser muy similar a las Palmar Acanalado, con la gran diferencia de que el estilo Palmar Inciso cuenta con ojos, bocas y ocasionalmente brazos tallados mediante incisiones en la piedra.[6]

Con el tiempo, el diseño de las figurillas se volvió más complejo, y eventualmente se las empezó a fabricar en cerámica.
1. Estilo Valdivia Encapuchado: Se cree que estas son las figurillas de cerámica más antiguas, y fueron fabricadas durante las Fases Valdivia 2b (3300-2800 a. C.) o Valdivia 3 (2800-2400 a. C.). Este estilo tiene ese nombre ya que poseen una peinado en forma de capucha. Estas figurillas suelen estar decoradas con engobe rojo cuidadosamente pulido.[7]
2. Estilo Valdivia: Este es el estilo más clásico de las figurillas. La forma del cuerpo es muy parecida al estilo encapuchado, las piernas siempre se esculpieron bien separadas, mientras que los brazos se tallaron pegados al rededor del cuerpo o directamente no se tallaron. La cara de estas normalmente se representa mediante incisiones largas y profundas, y no tiene nariz. La principal diferencia entre estas y el estilo encapuchado está en el pelo, pues el estilo Valdivia clásico suele mostrar gran variedad de tocados y peinados, ocasionalmente con partes de la cabeza rapadas. El engobe rojo y pulido también es una decoración común en este estilo.[6] Se fabricaron entre las fases Valdivia 3 (2800-2400 a. C.) y Valdivia 4 (2400-2250 a. C.).
3. Estilo San Pablo: Este estilo presenta una cresta en la cara a modo de nariz, la cual lo diferencia de las caras planas de los estilos Valdivia clásico y encapuchado. Los ojos de las figurillas San Pablo también se hicieron con incisiones, pero estas son curvadas, a diferencia de las incisiones rectas y alargadas de estilos anteriores. El engobe rojo todavía se utiliza pero es menos común.[6] Estas se fabricaron durante las fases Valdivia 5 (2250-2100 a. C.) y 6 (2100-1950 a. C.).
4. Estilo Buena Vista: Se trata del estilo San Pablo llevado al extremo, con la cresta de la nariz mucho más pronunciada y con ojos y cejas representados por líneas curvadas. El pelo y los brazos casi que han desaparecido en este estilo, y las proporciones del cuerpo, que eran bien cuidadas en los estilos Valdivia, ahora son más distorsionadas, con cabezas exageradamente grandes y pies mucho más pequeños.[6]Este estilo se fabricó entre las Fases Valdivia 6 (2100-1950 a. C.) y 7 (1950-1800 a. C.)
5. Estilo Punta Arenas: Este es uno de los estilos menos conocidos, ya que existen pocos ejemplares. Su principal característica es la utilización del puntillismo para decorar las figurillas y formar la cara. Se cree que este estilo habría sido tardío.[6]
6. Estilo Chacras: Las figurillas de Chacras cuentan con tocados hechos con complicados patrones de incisiones, caras que se proyectan hacia el frente y ojos del estilo "grano de café". Este tipo de ojos sería muy típico de las figurillas de la cultura Machalilla, la cual fue sucesora de Valdivia.[3] Originalmente se creyó que estas figurillas solo se fabricaron en la provincia de Mananbí durante la Fase Valdivia 8 (1800-1450 a. C.), sin embargo ejemplos de estas se han encontrado más allá de las fronteras de dicha provincia.[8]

## Técnicas de fabricación
Debido a la variedad de materiales y estilos de figurillas, se utilizaron distintas técnicas para su fabricación. Las figurillas de piedras se hicieron cortando piedras suaves con lascas de piedras más duras, este proceso dejó marcas en las figurillas tales como áreas desgastadas y surcos lineales. Ejemplos de estas lascas han sido encontrados en el sitio de Real Alto.
Las figurillas de cerámica se fabricaron con la técnica de los dos rollos, la cual consistía en unir dos tiras de arcilla para formar el cuerpo, y dejarlas separados en un extremo para formar las piernas fácilmente. La desventaja de este método es que la unión entre ambos rollos se convierte en un punto débil de la figurilla, y por eso no es extraño encontrar ejemplares perfectamente partidos a la mitad. Una vez que ambos rollos se han unido, se pegaban pequeños pedacitos de arcilla para darle forma al cuerpo, brazos, pechos, cara y pelo. En algunos casos se aplicaba engobe rojo una vez que la figurilla ya estaba moldeada, esta técnica consiste en sumergir la figurilla en arcilla de color rojizo disuelta en agua. Tras esto, en ocasiones se les daba un acabado alisado o pulido mediante el uso de pequeñas piedras. Y finalmente, el último paso era cocinar la arcilla.

## Usos y significado

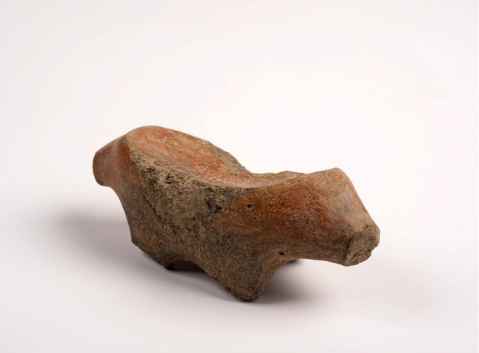
Dúho miniatura de la cultura Valdivia. Colección del Wereldmuseum de Róterdam, Países Bajos.

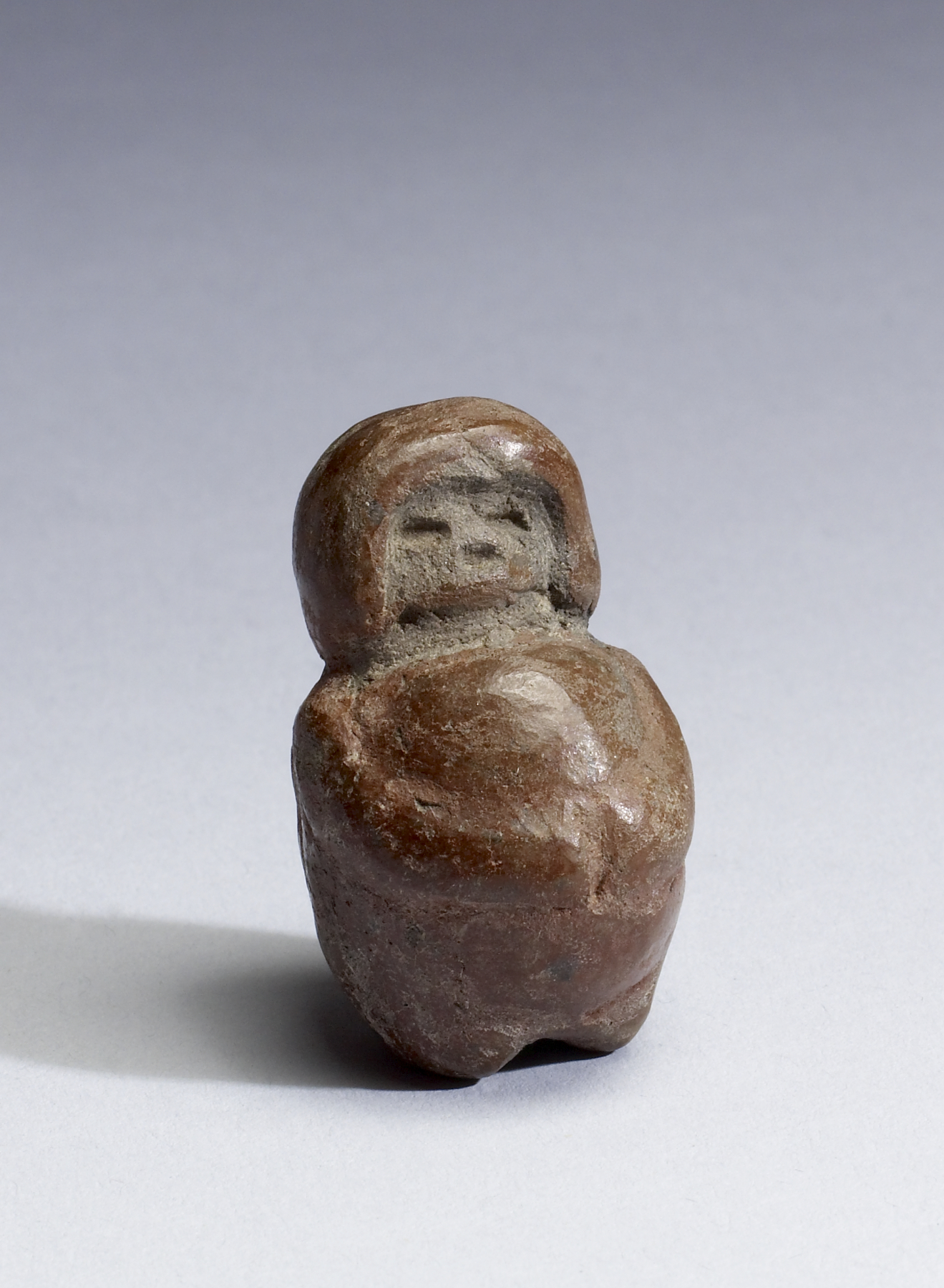
Figurilla embarazada, podría estar relacionada con los rituales de fertilidad, pero también podría estar relacionada con rituales de paso.

Los arqueólogos no se ponen de acuerdo sobre cual fue la función de las Venus de Valdivia ya que se han propuesto varias teorías al respecto. Sin embargo, es un hecho generalmente aceptado el que las figurillas fueron objetos ceremoniales, usados durante rituales chamánicos. Normalmente se toma como prueba de esto la existencia de pequeños Dúhos miniatura, hechos a la escala de las figurillas, los dúhos son pequeños banquillos de madera tallados que son utilizados por chamanes de distintos lugares de América.
Una teoría muy común sobre su uso dice que estas sirvieron en rituales para propiciar la fertilidad. Otra teoría dice que los chamanes Valdivia las utilizaron en ceremonias sanadoras para curar enfermedades causadas por malos espíritus. También hay quien dice que los chamanes las usaron para atrapar espíritus de otros mundos y traerlos a este mundo. Y otra teoría popular entre los científicos dice que las figurillas formaron parte de un ritual de paso entre las mujeres Valdivia, ya que diferentes figurillas representan diferentes etapas de la vida de una mujer. Aunque tampoco falta quien dice que pudieron simplemente ser juguetes[cita requerida] para los niños o retratos que los hombres llevaban consigo de sus esposas.